# Domieszka
Domieszka – jon lub atom obcej substancji (pierwiastka albo związku chemicznego) wprowadzany do sieci krystalicznej ciała stałego w celu zmiany własności fizycznych bądź chemicznych w procesie zwanym domieszkowaniem.
Proces domieszkowania można przeprowadzać podczas tworzenia substancji (np. podczas wzrostu kryształu) albo po wytworzeniu substancji (patrz implantacja jonów, dyfuzja).